# Ludwigshafen am Rhein
Ludwigshafen am Rhein – miasto na prawach powiatu w Niemczech, w kraju związkowym Nadrenia-Palatynat, siedziba powiatu Rhein-Pfalz-Kreis, drugie po Moguncji pod względem liczby ludności miasto kraju związkowego.
Ludwigshafen am Rhein wywodzi się z dawnego Szańca Reńskiego (Mannheimer Rheinschanze) i leży na lewym brzegu Renu naprzeciwko badeńskiego miasta Mannheim. Jest znane głównie dzięki fabryce BASF, która ma tu swoją siedzibę.
Najbliżej położonymi miastami są: Mannheim, Heidelberg (ok. 25 km na południowy wschód), Karlsruhe (ok. 50 km na południe) i Moguncja (ok. 60 km na północ).
Ludwigshafen jest jednym z pięciu głównych centrów Nadrenii-Palatynatu, wraz z Mannheim tworzy tzw. centrum podwójne (konurbację). Miasto należy do Regionu Rhein-Neckar.
W roku 1925 populacja miasta przekroczyła 100 tys. mieszkańców – Ludwigshafen stało się w ciągu niecałego wieku od powstania (1853) dużym miastem.
3 kwietnia 1930 urodził się w tym mieście kanclerz Helmut Kohl.

## Gospodarka
W mieście rozwinął się przemysł chemiczny, maszynowy oraz spożywczy.

## Transport
W mieście znajdują się następujące stacje kolejowe: Ludwigshafen (Rhein) Hauptbahnhof, Ludwigshafen (Rhein) Mitte i Ludwigshafen-Mundenheim.

## Sport
- TSG Friesenheim – klub piłki ręcznej mężczyzn

## Współpraca
Miejscowości partnerskie:
- Antwerpia, Belgia
- Dessau-Roßlau, Saksonia-Anhalt
- Gaziantep, Turcja
- London Borough of Havering, Wielka Brytania
- Lorient, Francja
- Pasadena, Stany Zjednoczone
- Sumgait, Azerbejdżan

## Galeria

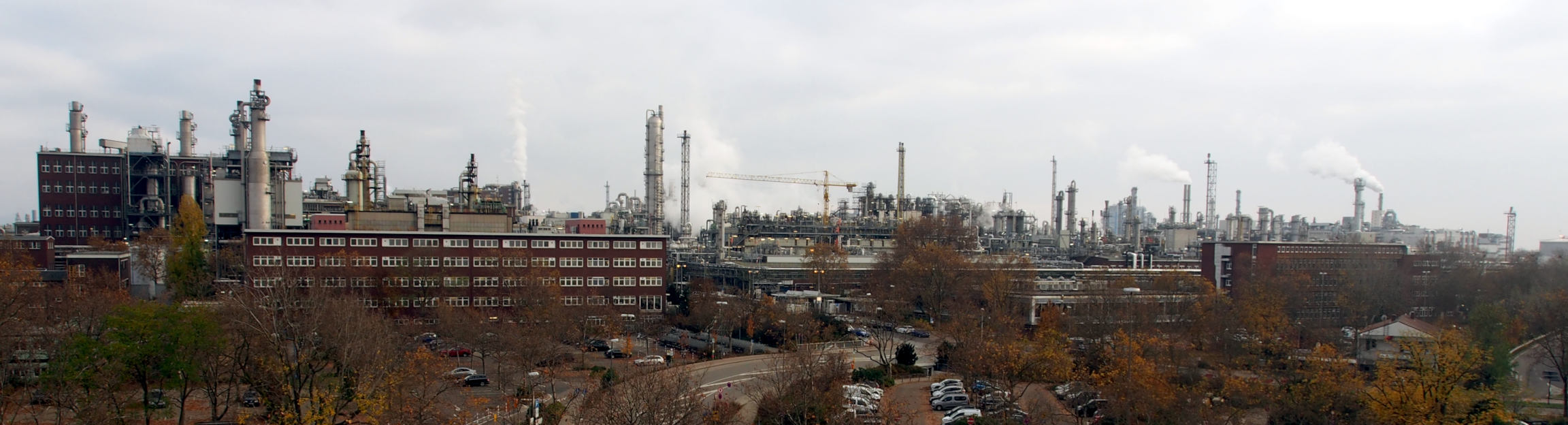
BASF
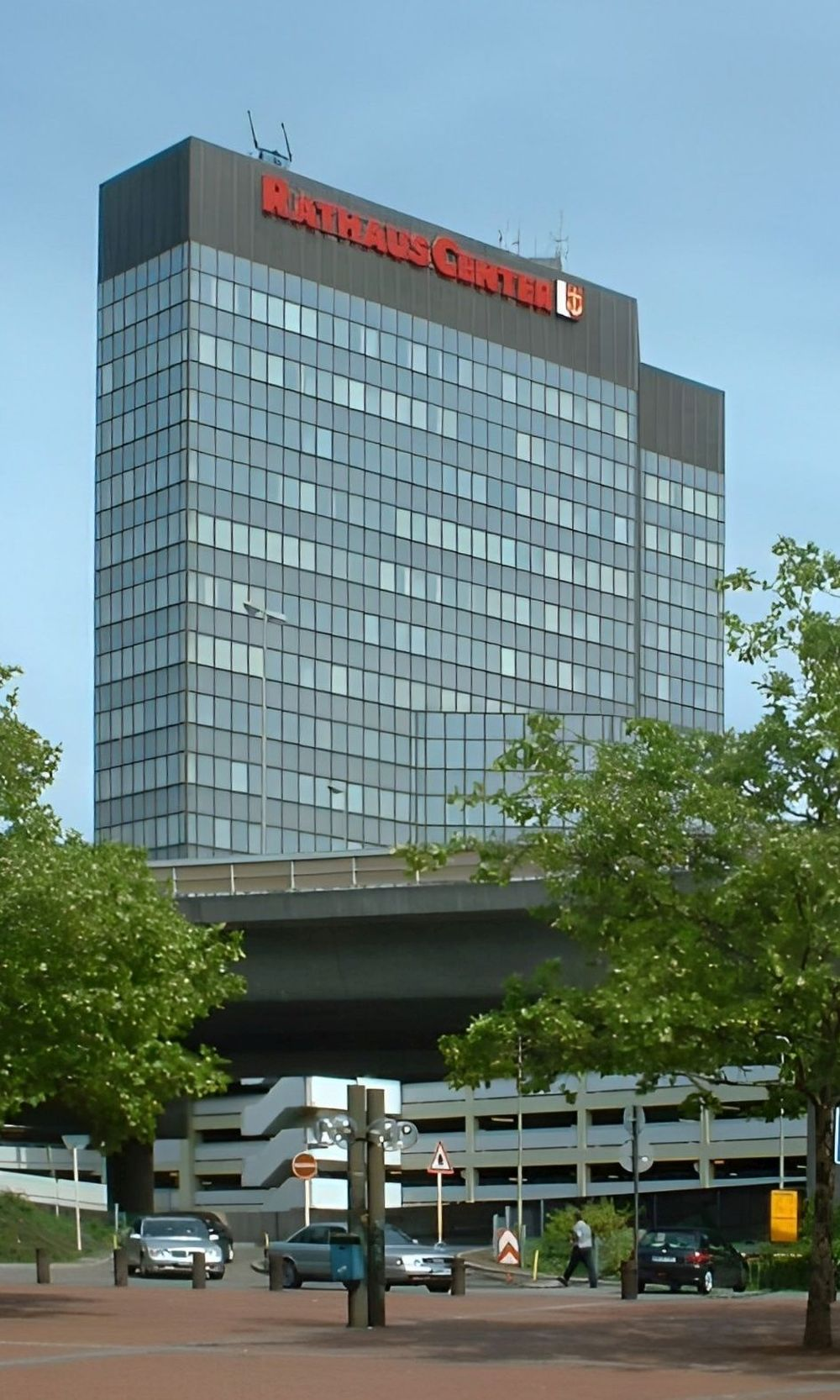
RathausCenter
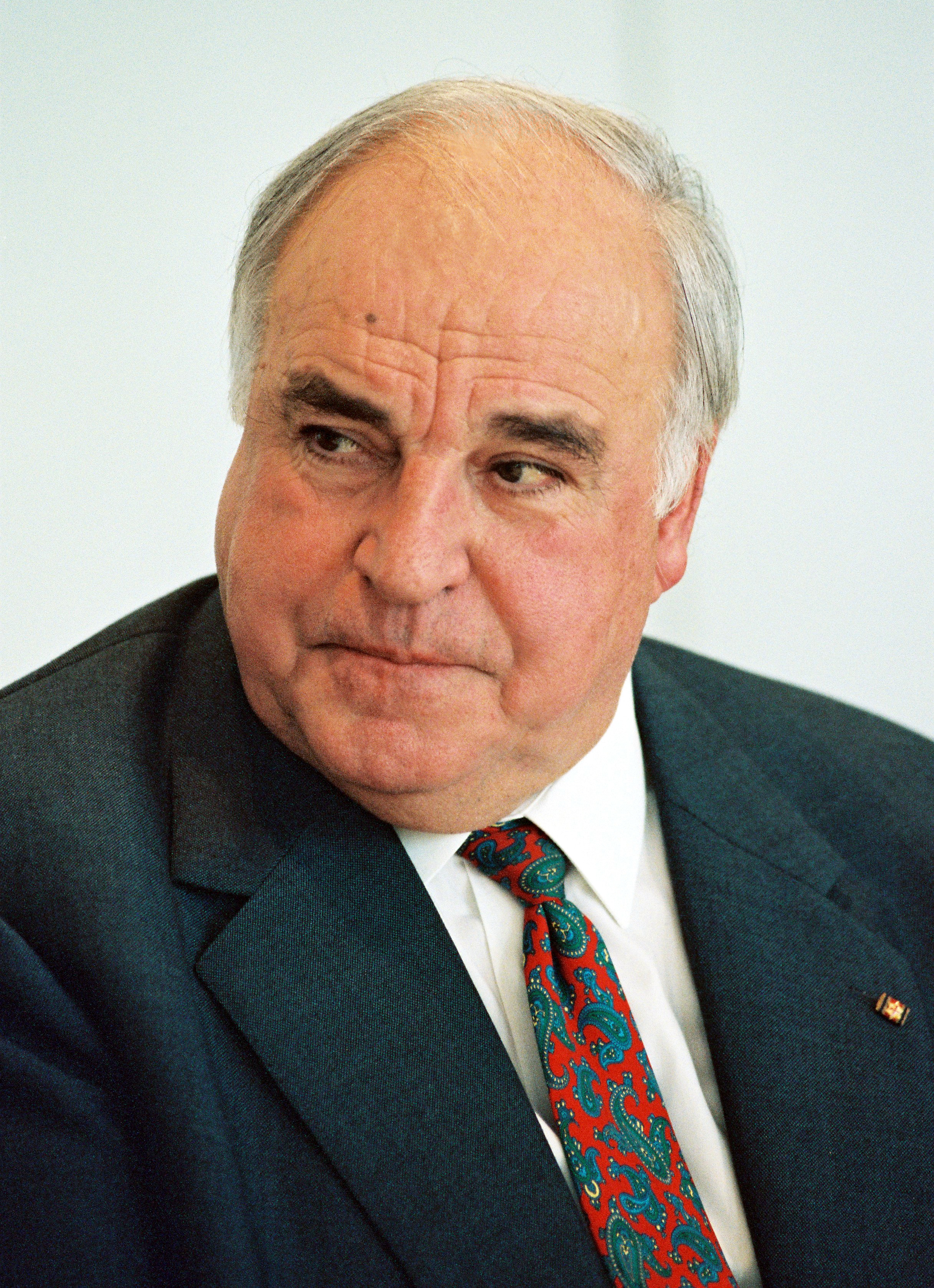
Helmut Kohl
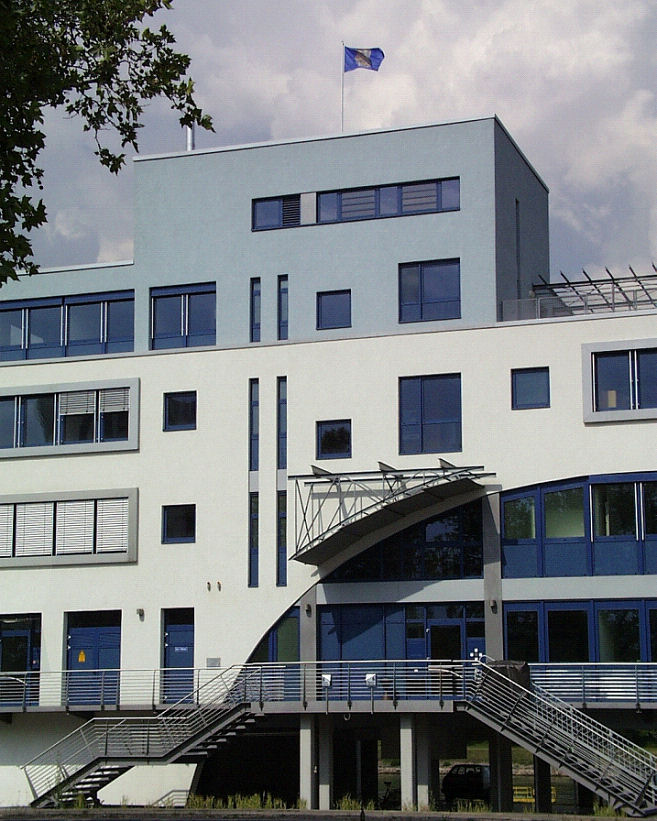
Instytut Azji Wschodniej (Ostasieninstitut)